# بيل هارلي
بيل هارلي (بالإنجليزية: Bill Harley)‏ هو مؤلف وموسيقي أمريكي، ولد في 1 يوليو 1954 في الولايات المتحدة.

## وصلات خارجية
- الموقع الرسمي
- بيل هارلي على موقع ميوزك برينز (الإنجليزية)
- بيل هارلي على موقع ديسكوغز (الإنجليزية)